# Omar Kharbin
Omar Maher Kharbin (arab. عمر ماهر خربين; ur. 15 stycznia 1994 w Damaszku) – syryjski piłkarz grający na pozycji napastnika. Od 2019 jest zawodnikiem klubu Pyramids FC, do którego jest wypożyczony z Al-Hilal.

## Kariera piłkarska
Swoją karierę piłkarską Kharbin rozpoczął w klubie Al-Wahda Damaszek, w którym w 2011 roku zadebiutował w pierwszej lidze syryjskiej. W sezonach 2011/2012 i 2013 zdobył z nim dwa Puchary Syrii. W 2013 roku odszedł do irackiego Al-Quwa Al-Jawiya, z którym w sezonie 2014/2015 wywalczył wicemistrzostwo Iraku. Jesienią 2015 grał w innym irackim klubie, Al-Mina'a SC z Basry.
Na początku 2016 Kharbin przeszedł do Al Dhafra FC ze Zjednoczonych Emiratów Arabskich. Zadebiutował w nim 8 stycznia 2016 w przegranym 1:2 domowym meczu z Al-Ain FC. W Al Dhafra grał do końca 2016 roku.
Na początku 2017 roku Kharbin odszedł do saudyjskiego Al-Hilal. Swój debiut w nim zaliczył 28 stycznia 2017 w wygranym 1:0 wyjazdowym meczu z Ettifaq FC. W sezonach 2016/2017 i 2017/2018 wywalczył z nim dwa mistrzostwa Arabii Saudyjskiej.
W 2019 roku Kharbin został wypożyczony do egipskiego Pyramids FC.
| Sezon   | Klub              | Kraj                         | Rozgrywki       | Mecze | Gole |
| ------- | ----------------- | ---------------------------- | --------------- | ----- | ---- |
| 2011/12 | Al-Wahda Damaszek | Syria                        | I liga          | ?     | 2    |
| 2013    | Al-Wahda Damaszek | Syria                        | I liga          | ?     | 7    |
| 2013/14 | Al-Quwa Al-Jawiya | Irak                         | Dawri Al-Nokhba | ?     | 8    |
| 2014/15 | Al-Quwa Al-Jawiya | Irak                         | Dawri Al-Nokhba | ?     | 3    |
| 2015/16 | Al-Mina'a SC      | Irak                         | Dawri Al-Nokhba | 10    | 10   |
| 2015/16 | Al Dhafra FC      | Zjednoczone Emiraty Arabskie | UAE League      | 12    | 9    |
| 2016/17 | Al Dhafra FC      | Zjednoczone Emiraty Arabskie | UAE League      | 14    | 8    |
| 2016/17 | Al-Hilal          | Arabia Saudyjska             | I liga          | 10    | 7    |
| 2017/18 | Al-Hilal          | Arabia Saudyjska             | I liga          | 16    | 7    |
| 2018/19 | Al-Hilal          | Arabia Saudyjska             | I liga          | 4     | 0    |

## Kariera reprezentacyjna
W reprezentacji Syrii Kharbin zadebiutował 20 listopada 2012 w przegranym 1:2 towarzyskim meczu z Palestyną. W 2019 roku powołano go do kadry na Puchar Azji.